# Sint-Bartholomeüskerk (Drübeck)
De Sint-Bartholomeüskerk (Duits: Sankt-Bartholomäus-Kirche) is een evangelische kerk in het dorp Drübeck (Saksen-Anhalt), dat deel uitmaakt van de stad Ilsenburg.

## Beschrijving
De huidige kerk werd gebouwd in de jaren 1880-1890 op de plaats van een middeleeuwse kerk. De met regelmatige stenen gebouwde zaalkerk is ongepleisterd. Westelijk van het kerkschip staat een rechthoekige toren met achthoekige spits en vier hoektorentjes. Aan de oostzijde van het kerkschip bevindt zich een vierkant koor en een apsis.
Het schip heeft een tongewelf, maar het koor heeft een vlak plafond. Oorspronkelijk schijnt het kerkschip een vlak plafond van hout te hebben gehad. Resten van de bevestiging ervan zijn nog te zien.
Het interieur van de kerk bevindt zich grotendeels in originele staat.